# Stichopogon bedae
Stichopogon bedae är en tvåvingeart som beskrevs av Hradsky och Geller-grimm 1996. Stichopogon bedae ingår i släktet Stichopogon och familjen rovflugor. Inga underarter finns listade i Catalogue of Life.